# Jean-Marie Musy
Pour les articles homonymes, voir Musy.
Jean-Marie Musy, ou Jean-Marie Musy-de Meyer, né le 10 avril 1876 à Albeuve et mort le 19 avril 1952 à Fribourg, est un banquier et une personnalité politique suisse,, membre du Parti démocrate-chrétien. Il est notamment conseiller fédéral de 1920 à 1934.
Il s'éloigne de son parti dans les années 1930, notamment à cause de ses idées corporatistes. Il également attaché aux valeurs de la famille et fervent antibolchévique. Profitant de ses contacts avec les nazis allemands, il participe à divers sauvetages de juifs à la fin de la Seconde Guerre mondiale.
Il est le père du pilote de Grand Prix moto et auto Benoît Musy et du bobeur et cavalier Pierre Musy.

## Jeunesse
Jean-Marie Musy nait dans une famille de notables de Fribourg : son grand-père Pierre Musy était conseiller d'État en 1846-1848. Il obtient sa licence de droit en 1901 et son doctorat en droit en 1904,. En 1906 il épouse Juliette de Meyer, fille de Jules de Meyer, garde pontifical dans les années 1860 et comte héréditaire. Il est avocat à Bulle de 1906 à 1911 avant d'être nommé directeur de la banque le Crédit gruyérien (1911-1912), alors en difficulté. C'est à cette période que, avec le soutien du conseiller d'État Georges Python, il prend la tête des conservateurs de Bulle.

## Carrière politique des années 1920 à sa démission
Il est élu en 1911 au grand conseil de Fribourg,, puis au Conseil d'État du canton, dans les rangs du parti conservateur. En octobre 1914, il est élu au conseil national : il commence à se faire connaître en encourageant le gouvernement à briser la grève de novembre 1918. Cette séquence et son anticommunisme affiché en fond une des figures de proue du parti de l'ordre.
De 1913 à 1919, il travaille à la banque nationale suisse ; en 1917-1919 il siège au conseil d'administration de la compagnie d'assurances Rentenanstalt-Swisslife. Il est nommé bourgeois d'honneur de Fribourg en 1920.
Le 11 décembre 1919, il est élu au Conseil fédéral (49e conseiller fédéral de l'histoire[réf. nécessaire]) et prend la tête du Département des finances et des douanes (DFD). Lors de la crise économique des années 1920, il engage une politique de déflation qui échoue. Il occupe le poste de président de la confédération en 1925 et 1930 et réussit à faire adopter en 1927 le statut des fonctionnaires qui leur interdit notamment le droit de grève. Il s'opposa avec constance à toutes relations diplomatiques avec l'URSS.
Dans les années 1930, il soutient deux idées : le corporatisme et l'union européenne, et se retrouve isolé dans son camp.
En mars 1934, la loi Haberlin sur le maintien de l'ordre public est refusé par le peuple. Il propose un programme radical au conseil, éliminant les étrangers dangereux pour la sécurité nationale, introduisant le corporatisme comme moyen de mettre fin à la lutte des classes et réduisant les dépenses. Il est désavoué et démissionne le 22 mars 1934. Le contexte international de sa démission est marqué par les suites de la crise du 6 février 1934 en France, et l'élimination du parti ouvrier social-démocrate par Dollfuss en Autriche, au cours de la guerre civile autrichienne.

## Orientation anticommuniste
Inspiré par le fascisme italien, il propose une réforme de la constitution fédérale en 1935, qui est rejetée.
Il est à nouveau élu au Conseil national de 1935 à 1939,.
En 1937 il siège au conseil d'administration de la compagnie d'assurances La Genevoise.L
Séduit dès les années 1920 par certains aspects du fascisme italien et effrayé par la montée des fronts populaires en France et en Espagne, il se rapproche en 1936 de dignitaires nazis, dont Himmler, en vue d'endiguer la montée du communisme, son combat central. Il crée en 1936 l'Action nationale suisse contre le bolchévisme,, participe aux meetings de l'Union nationale (d'inspiration fasciste), tourne en 1938 le film anticommuniste La Peste rouge. Il participe au groupe de pression et de réflexion Redressement national, libéral économiquement et traditionaliste socialement. Il est également en contact avec le mouvement national suisse (pronazi), avec l'ambassadeur du IIIe Reich à Berne, Otto Köcher, et avec le représentant du NSDAP allemand, le baron Hans von Bibra. À cette époque, il dirige le journal La Jeune Suisse et il est surveillé par la police. Il se rend à Berlin en 1941 pour soutenir la politique de Vichy en France devant Himmler.

## Négociations avec Himmler pour sauver des juifs de la Shoah
En avril 1944, le couple Loeb de Berne lui demande une intervention en faveur de leur sœur et beau-frère, les Bloch, emprisonnés à Clermont-Ferrand. L'épouse Bloch étant d'origine suisse, il parvient en juin à la faire libérer par le général SS Carl Oberg. Il ne réussit par contre pas à faire libérer le fils de Mme Torel. Il est néanmoins contacté par les Sternbuch de l'Hilfsverein für jüdische Flüchtlinge im Ausland (en allemand : Association d'aide aux réfugiés juifs à l'étranger) (HIJEF). Son passé d'homme d'État, ses options politiques personnelles et ses contacts au sein de la SS et du parti nazi lui permettent de se rendre à Berlin en novembre 1944 et de rencontrer, d'abord le général SS Schellenberg, puis Himmler, à Breslau. Il lui transmet une liste de juifs à libérer établie par le HIJEF, et lui propose un million de francs suisses pour libérer tous les juifs détenus dans les camps de concentration nazis. Il le revoie en janvier 1945 à Wildbad : il obtient la libération des frères de Mme Sternbuch et la poursuite des négociations. Menées avec Schellenberg, elles aboutissent successivement à :
- la libération de 1200 personnes du camp de Theresienstadt, convoyées en train vers la Suisse où elles arrivent le 7 février ;
- la libération de 61 juifs hongrois qui ne s'étaient pas fait recenser comme juifs (fin février) ;
- la libération d'amis des Sternbuch et de rabbins (dont Berger-Rottenberg, Donenbaum, Cilzer) au mois d'avril.

Ses motivations sont considérées sous différents angles par les historiens. Gaston Castella estime qu'il agit en vertu « d'un sentiment d'humanité et de charité chrétienne ». Alain Dieckoff relève d'autres pistes.
Tout d'abord, le HIJEF lui octroie la somme de 60 000 francs suisses pour ses déplacements en Allemagne ; il est aussi couvert par une assurance-vie à cette occasion.
Il agit probablement aussi pour se réhabiliter de ses sympathies fascistes. Certains évoquent une possible mauvaise conscience basée sur ses convictions chrétiennes et la peur de l'Au-delà, Musy étant vieillissant (à l'époque, il est âgé de 68 ans). Il est aussi évoqué que Musy a voulu adoucir les sanctions à prévoir dans le règlement de la guerre, en montrant une image d'une Allemagne moins impitoyable.

## Publications
- La Suisse dans la crise actuelle, Genève 1932